# 櫟迷孔菌
櫟迷孔菌（學名：Daedalea quercina）屬迷孔菌屬，是木棲腐生的中小型菇類，該菇類生長於如台灣等地低中海拔林區，而最大特色是烘乾加工後可作為抗癌藥物。